# Wijkia ceylonensis
Wijkia ceylonensis là một loài Rêu trong họ Sematophyllaceae. Loài này được (Broth. & Dixon ex Dixon) H.A. Crum miêu tả khoa học đầu tiên năm 1971.